# Cyrtopogon auratus
Cyrtopogon auratus is een vliegensoort uit de familie van de roofvliegen (Asilidae). De wetenschappelijke naam van de soort is voor het eerst geldig gepubliceerd in 1919 door Cole in Cole & Lovett.